# Spider Lilies
Spider Lilies (caratteri cinesi: 刺青; pinyin: Cì Qīng; letteralmente "tatuaggio") è un film del 2007 diretto da Zero Chou.
Pellicola drammatica taiwanese a sfondo lesbico, con Rainie Yang e Isabella Leong come protagoniste. Spider Lilies è stato presentato al Festival di Berlino del 2007, dove ha vinto il Teddy Award come miglior lungometraggio. È stato pubblicato negli Stati Uniti d'America dalla Wolfe Video il 6 maggio 2008.

## Trama
Jade è una camgirl che si fa vedere ogni notte su internet da visitatori anonimi. Vuole farsi un tatuaggio, ed arriva a conoscere lo studio della tatuatrice Takeko, la quale per coincidenza è anche la ragazza per cui Jade aveva una cotta da giovane. Jade viene affascinata da un grande tatuaggio sul braccio di Takeko, che rappresenta dei fiori dorati - dei gigli ragno. Le chiede quindi un tatuaggio con lo stesso soggetto, ma Takeko rifiuta dicendole che i fiori sono maledetti.
Il padre di Takeko, morto durante un terremoto, aveva lo stesso tatuaggio. Suo fratello minore rimase traumatizzato dall'accaduto, avendo assistito in prima persona alla morte del padre, e perdette la memoria ricordando solamente l'immagine di quei fiori. Takeko decise così di farsi lo stesso tatuaggio, nella speranza che esso potesse aiutare suo fratello a guarire dal trauma.
Nonostante ciò, Takeko inizia a sentirsi attratta da Jade, e comincia a disegnare un nuovo tatuaggio per lei.
Nel frattempo, un giovane poliziotto sta investigando su Jade e le altre ragazze che "lavorano" nello stesso sito web. Egli riesce a parlare con lei, ascolta le storia della sua infanzia e prende a cuore la sua causa, allentando le indagini sulle quali dovrebbe lavorare. Alla fine egli si innamora, e tenta di convincerla di lasciar perdere quello che fa prima di essere scoperta ed arrestata. Senza riflettere le svela che la ama e Jade, credendo che il messaggio sia di Takeko, corre da lei.
Le ragazze si ritrovano a fare l'amore, facendo sì che Takeko abbia un attimo di disattenzione verso suo fratello. Egli, disperato ed impaurito, esce in strada a cercarla e finisce coinvolto in un incidente stradale. Pochi attimi prima dell'incidente, egli riacquista la memoria.
Il poliziotto alla fine rivela a Jade la sua identità, e le dice di disconnettersi immediatamente da internet. Jade si rende conto, allora, che non era Takeko ad averle dichiarato il suo amore. Takeko trova suo fratello all'ospedale, in coma profondo. Devastata dai sensi di colpa, manda un messaggio di addio a Jade, dicendole che non sarà capace di finire il suo tatuaggio.
Quando Jade riceve il messaggio di Takeko, cade in disperazione col cuore spezzato. Nel frattempo, il fratello di Takeko si risveglia dal coma con la memoria intatta. Una felice Takeko manda a Jade un nuovo messaggio, questa volta di scuse, dicendole che la aspetterà nel suo studio. L'ultima immagine del film rappresenta una delle prime scene dello stesso, quando Jade è in attesa di incontrare Takeko.

## Produzione

### Cast
- Rainie Yang: Jade
- Isabella Leong: Takeko
- Shen Jian-hung
- Kris Shie
- Shih Yuen-chien

## Riconoscimenti
- 2007 - Teddy Award